# WTA Kansas City (Missouri)

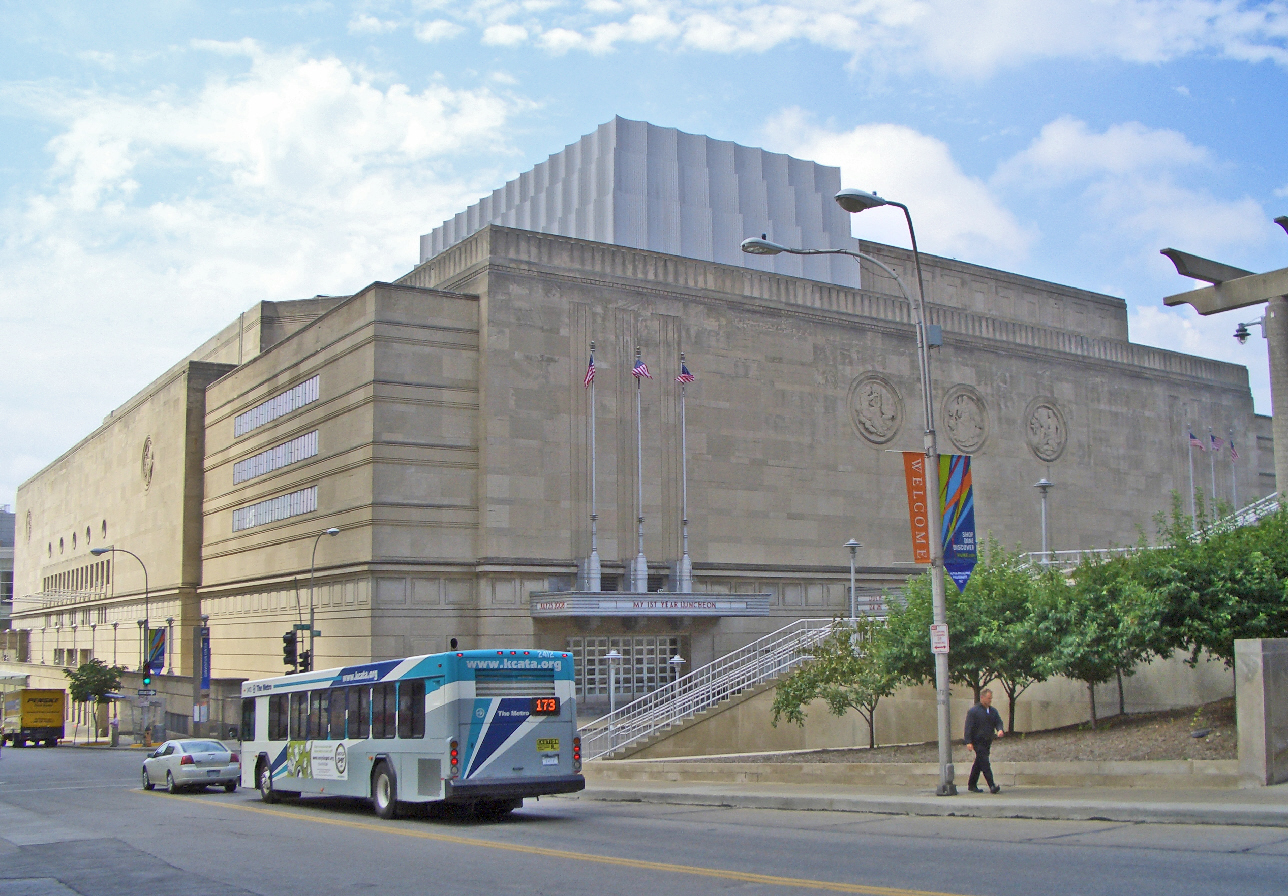
Municipal Auditorium (2008)

Das WTA Kansas City (offiziell: Avon Championships of Kansas City) ist ein ehemaliges Damen-Tennisturnier der WTA Tour, das in der Stadt Kansas City, Missouri, Vereinigte Staaten, ausgetragen wurde. Spielort war das Municipal Auditorium.
Ab 1982 wurden die Avon Championships of Kansas City in Kansas City (Kansas) ausgetragen.

## Siegerliste

### Einzel
| Jahr | Siegerin            | Finalgegnerin       | Ergebnis      |
| ---- | ------------------- | ------------------- | ------------- |
| 1978 | Martina Navratilova | Billie Jean King    | 7:5, 2:6, 6:3 |
| 1980 | Martina Navratilova | Greer Stevens       | 6:0, 6:2      |
| 1981 | Andrea Jaeger       | Martina Navratilova | 3:6, 6:3, 7:5 |

### Doppel
| Jahr | Siegerinnen                          | Finalgegnerinnen            | Ergebnis |
| ---- | ------------------------------------ | --------------------------- | -------- |
| 1978 | Billie Jean King Martina Navratilova | Kerry Reid Wendy Turnbull   | 6:4, 6:4 |
| 1980 | Billie Jean King Martina Navratilova | Laura duPont Pam Shriver    | 6:3, 6:1 |
| 1981 | Barbara Potter Sharon Walsh          | Rosie Casals Wendy Turnbull | 6:2, 7:6 |